# Luis Carlos Viada y Lluch
Luis Carlos Viada y Lluch (Barcelona, 11 de julio de 1863 - Ibíd., 2 de febrero de 1938) fue un publicista, escritor y periodista español.

## Biografía
Nacido en Barcelona, a los trece años de edad, en 1876, se vio obligado a suspender sus estudios y a ingresar como aprendiz cajista en una imprenta. Ello no le arrebataría, empero, su afición a la poesía, que cultivó desde muy niño (sus primeros versos datan de 1876), y en 1884 dio a la estampa sus Ensayos poéticos.
Se afilió al periodismo político en 1885, y en diferentes revistas y periódicos libró rudísimas campañas, que le valieron sinsabores y procesos. En 1889 dirigió en Vich el periódico carlista La Comarca Leal; y en 1894 en Sarriá el semanario El Sarrianés. Durante muchos años fue redactor de El Correo Catalán y contribuyó también en otras publicaciones carlistas como Biblioteca Popular Carlista y El Correo Español, entre otras. Colaboró además en distintas épocas, entre otras revistas, en La Ilustración Musical, La Ilustración Artística y La España Moderna, en castellano; en La Creu del Montseny y Lo Pensament Catalá, en catalán; y en L'Iride, de Candia Lomellina, en italiano.
Se consagró a la lexicografía y a la bibliografía: de la primera ya había dado muestra en sus Observaciones al Diccionario de la Real Academia (Barcelona, 1887), libro que le mereció los elogios de la crítica y un oficio de la Real Academia, y de la segunda en las biobibliografías de Impresores barceloneses, que publicó en varias revistas. Desde la 15.ª edición del Diccionario de la Real Academia Española figuró entre los colaboradores del mismo. También puso a servicio del Diccionario de Diccionarios, de Arturo Masriera, sus conocimientos en lenguas neolatinas y sus trabajos de investigación en lexicografía castellana.

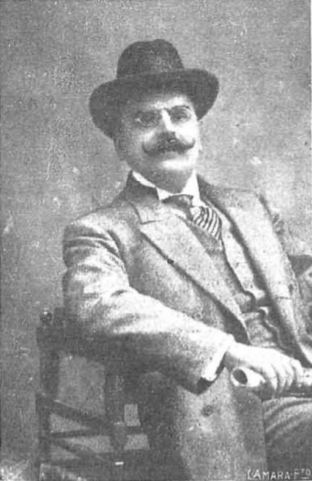
Luis Carlos Viada retratado en la revista Nuevo Mundo, 1917.

Fue autor también de un gran número de poesías castellanas y catalanas, que coleccionó con los títulos de Pasionarias (religiosas); Elegíacas, Lises y Margaritas (políticas); Flors de Tardor; De mi Tierra (traducciones de poetas catalanes); María (alabanzas y afectos), e Itálicas (traducciones de poetas italianos).
Tradujo al castellano La Vida Nueva, de Dante Alighieri; Evangelina, de Longfellow; Ultime lettere di Jacopo Ortis, de Hugo Fóscolo; Ben Hur, de Lewis Wallace; Una mancha de tinta, de René Bazin; Quinto Claudio, de Ernst Eckstein; Ave María, de Amalia Gulinelli; El Espiritismo, del padre Juan José Franco; y publicó el Libro de oro de la vida, colección de pensamientos, sentencias, máximas y proverbios, y entresacados de las obras de los mejores filósofos y escritores nacionales y extranjeros (Barcelona, 1905), y Los Pecados Capitales, antología ilustrada.
El 5 de mayo de 1921 fue recibido como individuo de número en la Real Academia de Buenas Letras de Barcelona, tratando en su discurso De la limpieza, fijeza y esplendor de la lengua castellana en el Diccionario de la Real Academia Española, y dos años después fue nombrado correspondiente de la Real Academia Gallega.
Fue individuo de varios jurados literarios, vocal adjunto junto a la presidencia central de la Exposición Internacional de Música que se celebró en Bolonia en 1888; perteneció a la Academia de la Poesía Española en clase de colaborador fundador, y fue cofundador de la Sociedad Catalana de Bibliófilos.
De su amor al libro dio relevantes pruebas con la publicación de sus Aforismos rimados, en 1927, año en que también le fue premiado por la Cámara del Libro de Barcelona su curioso trabajo Las Vírgenes del Libro. En su última obra, Los que no leen a Cervantes (1935), hizo un inventario de los verbos, adverbios, sustantivos y frases usadas en el Quijote.
En las elecciones al Parlamento de Cataluña de 1932 fue candidato por Barcelona en la lista monárquica carlista y alfonsina Derecha de Cataluña. En 1935 figuraba como director de la Ilustración Católica (La Hormiga de Oro) hasta la desaparición de la revista el año siguiente, después del alzamiento del 18 de julio.
Durante la Guerra Civil Española milicianos revolucionarios saquearon su domicilio, destruyendo gran parte de su documentación, manuscritos originales y correspondencia. Detenido por las «patrullas de control», sus colaboradores y los obreros de la imprenta intercedieron en su favor y lograron que fuera puesto en libertad tras un duro forcejeo, pero falleció a los pocos días a causa de la paliza que le propinaron los milicianos.
Fue gran amigo del poeta Jacinto Verdaguer, sobre el que dejó una biografía inédita.

## Selección de obras
- Ensanyos poéticos (1884)
- Observaciones al Diccionario de la Real Academia (1887)
- Calderón propagandista del Quijote (1905)
- L'Estampa barcelonina d'En Pere i d'En Pau Malo davant de la rectoria del Pi (1919)
- Biografía del segundo director y propietario de El Correo Catalán, Don Luis María de Llauder, leída en el solemne acto de descubrir su retrato, celebrado en el Palau de la Música Catalana de Barcelona, a 27 de Marzo de 1927 (1927)
- Del amor al libro. Aforismos rimados (1927)
- Los que no leen a Cervantes (1935)